# Hossein Amini
Hossein Amini (in persiano: حسین امینی; Iran, 6 aprile 1966) è uno sceneggiatore e regista iraniano.

## Carriera
Nel 2008 ha scritto una sceneggiatura basata su La lama sottile di Philip Pullman, sebbene il film non sia mai partito a causa dei problemi relativi al ridimensionamento della New Line Cinema avvenuto nel 2008 , lavorando inoltre a Drive di Neil Marshall . Nello stesso anno ha lavorato alla sceneggiatura del film epico romantico Shanghai di Mikael Håfström, ispirato all'omonimo film del 1935. Il remake, uscito nel 2010, a due anni di distanza dalla lavorazione a causa di un travagliato montaggio, è stato criticato per la superficialità e la sottigliezza con la quale Amini si è approcciato ai personaggi.
Nel 2010 ha collaborato alla scrittura della sceneggiatura di Moscow insieme a Adam Koxac e Anthony Peckham, un film thriller diretto da Jack Bender e incentrato sul personaggio Jack Ryan creato da Tom Clancy, celebre autore di romanzi di spionaggio; le cui riprese sono previste per iniziare in Russia a fine 2010, inizio 2011.

### Riconoscimenti
Nel 1995, si è candidato ai premi BAFTA TV Award nella categoria "Best Single Drama" con il film per la televisione The Dying of the Light.
All'edizione 1996 dei Satellite Awards si è candidato per la categoria miglior sceneggiatura non originale con il film Jude.
Per il suo lavoro sulla sceneggiatura di Le ali dell'amore, Amini è stato candidato ai seguenti premi cinematografici:
- Oscar alla migliore sceneggiatura non originale all'edizione 1998 degli Academy Awards, poi andato alla coppia Brian Helgeland-Curtis Hanson per L.A. Confidential
- BAFTA alla migliore sceneggiatura non originale all'edizione 1998 dei British Academy of Film and Television Arts, poi andato a Elaine May per I colori della vittoria
- Satellite Award per la miglior sceneggiatura non originale all'edizione 1997 dei Satellite Awards, poi andato alla coppia Brian Helgeland-Curtis Hanson per L.A. Confidential
- USC Scripter Award all'edizione 1998 dell'USC Scripter Award
- WGA Award alla miglior sceneggiatura non originale all'edizione 1997 dei Writers Guild of America Awards, poi andato alla coppia Brian Helgeland-Curtis Hanson per L.A. Confidential

## Filmografia

### Sceneggiatore
- The Dying of the Light – film TV, regia di Peter Kosminsky (1992)
- Deep Secrets – film TV, regia di Diarmuid Lawrence (1996)
- Jude, regia di Michael Winterbottom (1996)
- Le ali dell'amore (The Wings of the Dove), regia di Iain Softley (1997)
- Le quattro piume (The Four Feathers), regia di Shekhar Kapur (2002)
- Killshot, regia gi John Madden (2008)
- Shanghai, regia di Mikael Håfström (2010)
- Drive, regia di Nicolas Winding Refn (2011)
- Biancaneve e il cacciatore (Snow White and the Huntsman), regia di Rupert Sanders (2012)
- 47 Ronin, regia di Carl Rinsch (2013)
- I due volti di gennaio (The Two Faces of January), regia di Hossein Amini (2014)
- Il traditore tipo (Our Kind of Traitor), regia di Susanna White (2016)
- L'uomo di neve (The Snowman), regia di Tomas Alfredson (2017)
- McMafia – serie TV (2018)
- Obi-Wan Kenobi – miniserie TV, 4 puntate (2022)

### Regista
- I due volti di gennaio (The Two Faces of January) (2014)

### Produttore
- L'alienista (The Alienist) – serie TV (2018)